# آرامگاه شیخ ابی ذرعه
آرامگاه شیخ ابی ذرعه مربوط به دوره صفوی است و در شیراز، ضلع غربی فلکه غدیر واقع شده و این اثر در تاریخ ۱۹ مهر ۱۳۷۸ با شمارهٔ ثبت ۲۴۵۶ به‌عنوان یکی از آثار ملی ایران به ثبت رسیده است.